# Méthode multi-configurationnelle dépendante du temps de Hartree
La méthode multi-configurationnelle dépendante du temps de Hartree (ou en anglais Multi-configuration time-dependent Hartree (method) - MCTDH) est un algorithme général de résolution de l'équation de Schrödinger dépendante du temps pour des systèmes dynamiques multidimensionnels constitués de particules élémentaires discernables. La MCTDH peut donc déterminer le mouvement quantique des noyaux d'un système moléculaire évoluant sur une ou plusieurs surfaces d'énergie potentielle électroniques couplées. La MCTDH est pas sa nature même une méthode approchée. Cependant, bien qu'elle puisse être rendue aussi précise que n'importe laquelle des méthodes concurrentes en théorie, son efficacité numérique décroît avec l'augmentation de la précision exigée. 
LA MCTDH est conçue pour des problèmes multi-dimensionnels, et tout particulièrement ceux difficiles ou impossibles à traiter par des voies conventionnelles. Il n'y a aucun ou peu d'avantage à l'utiliser lorsque les systèmes comprennent moins de trois degrés de liberté. Elle est en général plus intéressante pour des systèmes de 4 à 12 degrés de liberté. En raison des limites matérielles actuelles, elle n'est généralement pas utilisable pour des systèmes bien plus importants. Pour certaines classes de problèmes, il est possible cependant d'aller au-delà de cette limite. Le programme MCTDH a été récemment[réf. nécessaire] modifié pour permettre la propagation des opérateurs densité.